# Rostislav (Děvjatov)
Rostislav (světským jménem: Sergej Nikolajevič Děvjatov; * 27. ledna 1963, Kimry) je ruský duchovní Ruské pravoslavné církve a metropolita tomský a asinovský.

## Život
Narodil se 27. ledna 1963 v Kimrech.
Po střední škole nastoupil roku 1980 na Moskevské stavitelské průmyslové učiliště.
V letech 1981–1983 sloužil v řadách Sovětské armády.
Po demobilizaci byl kelejníkem a hypodiákonem metropolity tverského a kašinského Alexije (Konopljova).
Roku 1985 nastoupil na Moskevský duchovní seminář, a poté na Moskevskou duchovní akademii. Po studu se stal profesorem v semináři.
Dne 9. března 1987 byl v Trojicko-sergijevské lávře postřižen na monacha se jménem Rostislav na počest svatého Rostislava I. Kyjevského. Dne 28. března stejného roku byl rukopoložen na hierodiakona a 28. května na jeromonacha.
Dne 2. listopadu 1993 jej Svatý synod zvolil biskupem magadanským a čukotským. Dne 21. listopadu byl povýšen na archimandritu.
Dne 28. listopadu 1993 proběhla v chrámu Zjevení Páně v Moskvě jeho biskupská chirotonie.
Od 17. července 1997 do 29. března 1998 dočasně spravoval petropavlovskou eparchii.
Dne 29. prosince 1998 byl ustanoven biskupem tomským a asinovským.
Dne 16. února 1999 se stal rektorem Tomského duchovního semináře.
Dne 29. února 2004 byl povýšen na arcibiskupa.
Dne 24. března 2013 byl v souvislosti se zřízením tomské metropole povýšen na metropolitu.
Dne 16. července 2020 byl osvobozen od funkce rektora semináře.
Od 24. března 2022 do 31. března 2024 dočasně spravoval kolpaševskou eparchii.